# 중앙로 (서울)
중앙로(中央路)는 서울특별시 구로구 고척동부터 양천구 신월동, 신정동까지 잇는 도로이다. 강서로와 함께 강서로로 불리었다가 분리되었다.

## 교차점
- 구로소방서 삼거리 - 경인로
- 구일상가
- 고척동우체국 - 경서로
- 고척2파출소앞 사거리 - 목동남로
- 계남공원 삼거리
- 신트리공원앞 사거리 - 신정로, 목동동로
- 목동삼거리
- 신정네거리역 - 신월로
- 양강중학교 사거리 - 오목로
- 화곡고가사거리 - 국회대로
- 강서로로 계속

## 주요 건물 및 시설
- 서울고산초등학교 (서울특별시 구로구 중앙로 6)
- 서울양명초등학교 (서울특별시 양천구 중앙로 204)
- 신서중학교 (서울특별시 양천구 중앙로 206)
- 신정네거리역 (서울특별시 양천구 중앙로 지하 261)
- 양강중학교 (서울특별시 양천구 중앙로 319)